# 과수원

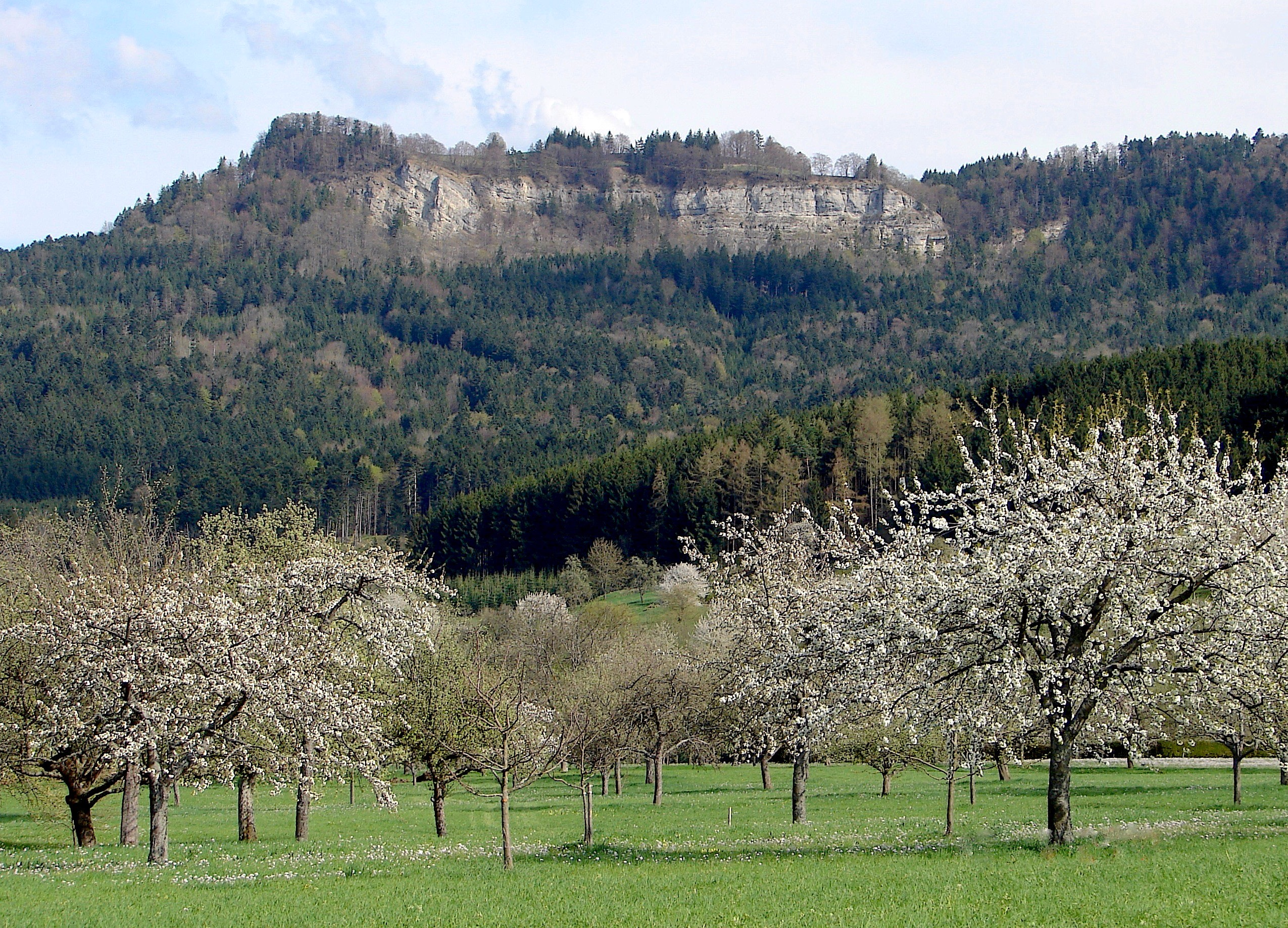

과수원(果樹園)은 사과, 포도와 같은 과일을 재배하는 밭을 총칭한다. 과일재배의 목적은 품질이 좋은 과실을 매해 다량으로 생산하여 경제적 수익을 올리는 데 있다.

## 업무
좋은 품질의 과일을 많이 생산하려면 다음과 같은 업무를 수행해야 한다.
첫째로 울타리 설치를 통해, 기상재해로 인한 피해를 줄여야 된다. 둘째로 나무의 올바른 발육과 결실, 그리고 많은 수확을 위해 토양관리, 합리적 시비, 결실관리, 병충해의 방제 작업을 규칙적으로 실시해야 한다. 셋째로 과수원의 경영을 위해 생물학적 기술을 활용해야 한다. 생력재배를 위해 살충제·살균제·제초제, 각종 호르몬제와 같은 화학약제를 사용해야 된다. 또한, 이를 위해 경운·약제살포·운반·전정·수확 과정에 각종 농기구가 새롭게 개발되거나, 이용된다.

## 같이 보기
- 숲
- 산림 원예